# Eldoret
Eldoret este un oraș din Kenya.